# Melinda Warner
 (mai 2024).
Si vous disposez d'ouvrages ou d'articles de référence ou si vous connaissez des sites web de qualité traitant du thème abordé ici, merci de compléter l'article en donnant les références utiles à sa vérifiabilité et en les liant à la section « Notes et références ».
Pour les articles homonymes, voir Amaro.
Melinda Warner est un personnage de fiction apparaissant dans la série télévisée New York, unité spéciale, interprété par l'actrice Tamara Tunie et doublé en version française par Sylvie Jacob.
En tant que médecin légiste, Melinda Warner travaille très souvent pour l'unité spéciale pour les victimes. Celle-ci aide ses collègues en trouvant des preuves scientifiques afin de résoudre les affaires en cours. Elle est mariée et a une fille qui va à l'école secondaire.
Warner a été médecin au sein de l'Air Force américaine et a servi deux fois de suite durant la guerre du Golfe, bien avant qu'elle ne commence son travail de médecin légiste. Très connue pour son intelligence, Melinda Warner participe plus activement aux enquêtes de l'unité.
Elle a d'ailleurs fait une opération impromptue sur une victime blessée par balle alors qu'elle était tenue en otage dans une banque. Celle-ci sauva la vie du tireur quelques minutes plus tard en lui tirant dans la jambe alors qu'il voulait sortir de la banque et tirer sur les policiers.
Dans le dernier épisode de la onzième saison, Warner se fait tirer dessus par Sophie Gerard (jouée par Isabelle Huppert) à la morgue. La balle reçue provoque un pneumothorax mais elle trouve le courage de guider Olivia Benson afin de lui permettre d'effectuer l'opération qui lui sauva la vie.